# Johan Bontekoe
Johan Bontekoe (Assen, 1º luglio 1943 – Amsterdam, 25 marzo 2006) è stato un nuotatore olandese.

## Carriera
Specializzato nello stile libero, si è laureato una volta campione europeo sulla distanza dei 400m.

## Palmarès
- Europei

Lipsia 1962: oro nei 400m stile libero.